# Kanal Hovedstaden
Kanal Hovedstaden er navnet på regional-kanalen som sendes i Hovedstadsområdet pr. 1. november 2009. Ifølge planen skal kanalen erstatte Kanal 23. Sendeområdet og sendetilladelserne begrænser sig ikke længere til Københavnsområdet, men til hele regionen, det vil sige fra Roskilde, Frederikssund, Halsnæs, Helsingør og København til Køge. Kanalen har et seerunderlag på ca. 2 millioner[kilde mangler]. Kanal Hovedstaden kan modtages på MUX 1, kanal 4. Kanal København, som indtil den 31. oktober 2009 var en del af det storkøbenhavnske lokal-tv, fungerer i dag som en selvstændig tv-station og sender på UHF, kanal 35 (586MHz) i MPEG2.

## Stationer på Kanal Hovedstaden pr. 1. november 2009
- Airport TV
- Baca
- Christiania TV
- DR TegnsprogsTV
- KULTURKANALEN
- KØBENHAVNS KUNST TV
- Bispebjerg Lokal TV
- DKN Senior
- Fjord TV
- Fjord TV Frederikssund
- Fjord TV Nord
- FOKUS TV
- Senior TV
- GLORY TV
- Jazz TV
- Kanal 4, Frederiksberg Lokal-TV
- Kanal Roskilde
- KAOS TV
- MORE 2 LIFE TV
- TV Gladsaxe
- TV 7
- U-landsTV
- Vesterbro Lokal-TV (VLTV)
- TV Marineret
- KRLTV
- Kanal 1
- Kanal International/Katsj TV
- Valby TV/Valby Lokal TV
- KKR/TV
- TV UDSAT
- Fokus Tv
- Københavns Miljø-TV
- Københavns Ungdoms-TV
- Station Øresund
- TV-Bella
- CUTV-Copenhagen Underground TV
- Ørestad TV
- Tv link
- N-TV, Nørrebro TV
- Qaran TV
- RFE-TV
- Dancom TV
- Kanalregional Hovedstaden
- HTV-Kanal 56
- Kurdan TV
- TV 2/Lorry
- TV 3000
- TV Amager
- TV Europa
- TV Frederiksberg
- TV Livskunst
- TV Mosaik
- TV Strandparken
- TV Østerbro
- TV Brøndby
- TV Gaderummet
- TV-Glad
- TV Salam
- VTV Helsingør
- Whiskybæltets TV

## Stationer på Kanal Hovedstaden pr. 1. jan 2014
- Nærsyn Fjernsyn
- Vesterbro Lokal TV forening
- TV København
- Christiania TV
- TV-Bella 2014
- Frederiksberg Lokal-TV
- Kanal Roskilde
- Kanal 1
- Københavns Lokal TV
- Nordsjælland TV Forening
- TV Kronborg

## Stationer på Kanal Hovedstaden pr. 1. jan 2017
- Nærsyn Fjernsyn
- Vesterbro Lokal TV forening
- TV København
- Christiania TV
- TV-Bella 2014
- Frederiksberg Lokal-TV
- Kanal Roskilde
- Kanal 1
- Nordsjælland TV Forening
- TV Kronborg
- TVMarineret

## Stationer på Kanal Hovedstaden pr. 1. jan 2020
- Nærsyn Fjernsyn
- Vesterbro Lokal TV forening
- City TV Copenhagen
- Christiania TV
- Frederiksberg Lokal-TV
- Kanal Roskilde
- Kanal 1
- TV Nordkysten
- Københavnerliv
- TVMarineret

## Stationer på Kanal Hovedstaden pr. 1. jan 2021
- Nærsyn Fjernsyn
- Vesterbro Lokal TV forening
- Christiania TV
- Frederiksberg Lokal-TV
- Kanal Roskilde
- Kanal 1
- TV Nordkysten
- Københavnerliv
- TVMarineret

## Stationer på Kanal Hovedstaden pr. 1. juli 2025
- Nærsyn Fjernsyn
- Vesterbro Lokal TV forening
- Christiania TV
- Frederiksberg Lokal-TV
- Kanal Roskilde
- Kanal 1
- TV Nordkysten
- Københavnerliv
- TVMarineret
- JN-TV
- Bispebjerg Lokal TV